# اینسنت هامگا
اینسنت هامگا (انگلیسی: Innocent Hamga؛ زادهٔ ۸ مهٔ ۱۹۸۱) بازیکن سابق فوتبال اهل کامرون است که در پست مدافع بازی می‌کرد.
وی همچنین در تیم ملی فوتبال کامرون بازی کرده‌است.